# Бахман-Търнър овърдрайв
Бахман-Търнър овърдрайв (на английски: Bachman-Turner Overdrive), известна още като BTO, е канадска рок група от Уинипег, която има редица хитове през 70-те години на 20 век. Най-успешното им заглавие е You Ain't Seen Nothing Yet от 1974 г.
В музикално отношение BTO може да се причисли към ранните хард рок групи и също така се нарича lumberjack rock в Германия. Групата свири закачливи, мелодични песни, водени от запомнящи се китарни рифове.

## История на групата
BTO възниква от групата Brave Belt, която е основана през 1970 г. от Ранди Бахман и Чад Алън (от The Guess Who) заедно с Роби Бахман и Чарлз „Фред“ Търнър. Първоначално трябва да участва Кийт Емерсън от The Nice, но той се отказава поради заболяване. След два умерено успешни албума, Чад Алън е заменен от Тим Бахман, третият от братята Бахман. Името на групата е променено на Бахман-Търнър овърдрайв във връзка със заглавие списание за камиони. Първият им албум с това име е издаден през 1973 г.
Следващият албум, Бахман-Търнър овърдрайв II, има огромен успех в Съединените щати и Канада. Той съдържа хита Takin' Care of Business, който е използван в дванадесет филма, между другото.
Тим Бахман напусна групата, за да работи като продуцент и е заменен от Блеър Торнтън. Следващият албум, Not Fragile, е издаден през 1974 г. и съдържа хит номер едно You Ain't Seen Nothing Yet. Следващите албуми са Four Wheel Drive и Head On, и двата от 1975 г.
След издаването на албума Freeways (1977), Ранди Бахман напуска групата, започва солова кариера и работи с групата Ironhorse. Останалите членове на BTO издават допълнителни, не много успешни албуми и в крайна сметка се разпадат.
През 80-те години на 20 век две обединени групи правят турне, едната под името Бахман-Търнър овърдрайв (с Ранди Бахман, другата като BTO (с Роби Бахман). Те гостуват в епизода на Симпсън A Horse for the Family. Ранди Бахман и Фред Търнър така отново свирят заедно като дуото Бахман & Търнър, на Шведския рок фестивал 2010 г.
На 3 ноември 2010 г. Джим Кленч почива от рак на белия дроб в Монреал. Той е бил басист на групата известно време след 1975 г. и е свирил с Ейприъл Уайн преди и след 1992 г. През 2014 г. BTO са удостоени с въвеждане в Залата на славата на канадската музика.
Роби Бахман почива през януари 2023 г. на 69-годишна възраст Тим Бахман почива в края на април 2023 г. на 71-годишна възраст.